# 메이 팡
메이 펑 이 팡(영어: May Fung Yee Pang, 1950년 10월 24일 ~ )은 존 레논의 옛 여자친구로 가장 잘 알려진 중국계 미국인 여성이다.

## 이력
뉴욕 맨해튼에서 중국계 미국인 부부의 딸로 태어난 그녀는 레논과 그의 아내인 오노 요코의 개인 조수와 프로덕션 코디네이터로 일했다. 레논과 오노가 떨어져서 살기 시작한 1973년 10월부터, 팡과 레논은 18개월 동안 관계를 가졌다. 후에 레논은 이 기간을 "잃어버린 주말"이라고 불렀다. 팡은 그와의 관계에 대한 두 권의 책, 회고록 《Loving John》(Warner, 1983)과 사진책 《Instamatic Karma》(St. Martin Press, 2008)을 썼다.
팡은 1989년부터 2000년까지 프로듀서 토니 비스콘티와 결혼했으며 세바스찬과 라라라는 두 명의 자녀를 두고 있다.